# Arthur Gask
Arthur Gask, né le 10 juillet 1869 dans le quartier londonien de Marylebone, et mort le 25 juin 1951 dans un hôpital privé d’Adélaïde, en Australie, est un auteur australien de roman policier.

## Biographie
Fils d’un père marchand, il devient dentiste après des études dans des hôpitaux londoniens. Il épouse Florence Mry Tippett, la fille d’un dentiste, le 10 août 1898. Le couple aura quatre enfants. Gask exerce sa profession dans le Devon avant d’accepter des postes d’inspecteur-dentiste dans les milieux scolaire et industriel. Il divorce le 19 juillet 1909 et épouse la même année une infirmière pour enfants, Marion Elizabeth Maltby. Après ce mariage, il fait un temps du journalisme.
En 1920, avec sa nouvelle épouse, leurs deux fils, et une fille née de son premier mariage, il émigre en Australie. Il y reprend sa profession de dentiste et ouvre un cabinet à North Terrace, Adelaide (en).  Pendant l’attente parfois très longue de nouveaux clients, il se met pour le plaisir à écrire un roman policier, The Secret of the Sandhills, qu’il publie à compte d’auteur en 1921. Le succès est inespéré et les mille copies du premier tirage sont écoulées en trois semaines.  Un éditeur republie le roman l’année suivante : il en aura vendu 30 000 exemplaires en 1926.  Cette même année, Gask, qui entre-temps a fait paraître deux nouveaux romans, donne Cloud the Smiter, le premier des trente titres qu'il consacrera aux enquêtes du perspicace Gilbert Larose.  En 1933, il délaisse sa pratique de dentiste pour se consacrer à l’écriture et achète une ferme dans le comté rural de Kooringa (en) qu’il baptise Gilrose en l’honneur de son héros détective.
Les romans de Gask offrent souvent de fines satires de la société australienne. Lui-même agnostique, l’auteur ironise sur l’hypocrisie des bien-pensants, notamment dans The Secret of the Garden (1924). H.G. Wells admirait ses dons de conteur et a fait l’éloge de son roman The Vengeance of Larose (1939).

## Œuvre

### Romans

#### SérieGilbert Larose
- Cloud the Smiter (1926)
- The Dark Highway (1928)
- The Lonely House (1929)
- The Shadow of Larose (1930) Publié en français sous le titre Crime en Australie, Paris, Nouvelle Revue Critique, L'Empreinte no 9, 1932 ; réédition, Paris, Éditions des Loisirs, 1946[1]
- The House on the Island (1931)
- Gentlemen of Crime 1932
- The Hidden Door (1934)
- The Judgment of Larose (1934) Publié en français sous le titre Le Jugement de Larose, Paris, Librairie des Champs-Élysées, Le Masque no 187, 1935
- The Poisoned Goblet (1935)
- The Hangman's Knot (1936)
- The Master Spy (1937)
- The Night of the Storm (1937)
- The Grave-Digger of Monks Arden (1938)
- The Fall of a Dictator (1939)
- The Vengeance of Larose (1939)
- The House on the Fens (1940)
- The Tragedy of the Silver Moon (1940)
- The Beachy Head Murder (1941)
- His Prey Was Man (1942)
- The Mystery of Fell Castle (1944)
- The Man of Death (1946)
- The Dark Mill Stream (1947)
- The Unfolding Years (1947)
- The House with the High Wall (1948)
- The Storm Breaks (1949)
- The Silent Dead (1950)
- The Vaults of Blackarden Castle (1950)
- Marauders by Night (1951)
- Night and Fog (1951)
- Crime Upon Crime (1952)

### Autres romans
- The Secret of the Sandhills (1921)
- The Red Paste Murders  ou   Murder in the Night (1923)
- The Secret of the Garden (1924)
- The Jest of Life  (1936), roman social

### Recueils de nouvelles
- The Martyr on the Land (1935)
- The Passion Years (1936)
- The Destroyer 1939
- The Will (1944)
- Buggy's Babies (1944)
- Ghosts (1944)
- Seedtime and Harvest (1944)
- The Amazing Adventure of Marmaduke (1944)
- The Lottery Ticket (1944)
- The Mark of Honor (1944)
- The Hatton Garden Crime (1945)
- The Way of Chance (1945)
- Black Market (1945)
- The Bishop's Dilemma (1948)

## Sources
- Jacques Baudou et Jean-Jacques Schleret, Le Vrai Visage du Masque, vol. 1, Paris, Futuropolis, 1984, 476 p. (OCLC 311506692), p. 215-216.